# Augusto Rodrigues Totta
Augusto Rodrigues Totta (Porto Alegre, 2 de julho de 1845 — 22 de maio de 1907) foi um intelectual, maçom, educador, escritor, jornalista e funcionário público brasileiro.
Foi contador e administrador geral dos Correios do estado. Recebeu do imperador a Ordem da Rosa pela publicação do seu tratado Geographia Postal da Província do Rio Grande do Sul (1881).
Também atuou como jornalista, correspondente do jornal carioca O Paiz, poeta, com uma obra voltada para a regionalismo gauchesco, um dos diretores do periódico literário Álbum do Domingo, um dos fundadores em 1868 do Parthenon Litterario, a mais importante instituição cultural do estado em seu tempo, e ali deixou uma contribuição relevante como um dos seus membros mais ativos. Apoiava o movimento de emancipação feminina promovido pelo grupo, foi adjunto da secretaria, membro da Comissão Editorial da Revista do Parthenon Litterario, para a qual contribuiu com cerca de 15 trabalhos, membro da comissão organizadora do museu do Parthenon, um dos primeiros museus do estado, e um dos fundadores, professor e diretor da escola noturna vinculada ao grupo, que segundo Naira de Araujo teve tanto sucesso que foi encampada pelo governo do estado, inaugurando uma prática que teria muitos seguidores. No testemunho de Aquiles Porto Alegre, 
"Durante muitos anos, o Parthenon Litterario manteve um aula notura, dirigida pelo nosso distinto patrício sr. Augusto Totta, que se votara de corpo e alma a esta modesta instituição. [...] A maioria dos seus alunos era de operários, gente pobre, obscura, que deixava ao cair da tarde a plaina e o esquadro para ir em busca do pão do espírito. Durante o dia trabalhavam para poderem manter os encargos da família, e, à noite, iam pressurosos à escola com a mão ainda pesada da canseira diurna, receber a luz da instrução, que lhes era dada com o mais vivo interesse".
Foi maçom, um dos dirigentes da loja Luz e Ordem, um dos principais dirigentes da Grande Loja Estadual, e segundo Eliana Colussi foi um dos principais nomes da maçonaria gaúcha no fim do século XIX. Foi um dos fundadores em 1895 e primeiro diretor da Escola Noturna Instrução e Trabalho, vinculada à maçonaria e voltada para o operariado. A escola atendia cerca de 170 alunos, e Totta também ministrava aulas de geografia e história. Em seu falecimento o jornal A Federação publicou obituário enaltecendo suas qualidades como administrador dos Correios: "Naquele cargo aposentou-se, rodeado sempre da estima dos seus companheiros e de quantos o conheciam, como um homem probo e severo cumpridor dos seus deveres". Segundo a notícia, seu sepultamento foi muito concorrido.
Casou com Emília, filha de José Ribeiro de Andrade e Silva, sendo pai dos poetas Mário e Raul Totta. Outros filhos foram Décio, Dario e Olinda. Em 1968 a Câmara Municipal de Porto Alegre, comemorando o centenário de fundação do Parthenon, aprovou a criação de um monumento público com a inscrição dos nomes dos fundadores.